# Саффариди
Саффариди (перс. سلسله صفاریان) — династія перського походження із Сістану, що правила над частиною території сучасних Ірану та Афганістану між 861 та 1003 роками. Засновником династії був Якуб ібн Лейс ас-Саффар, який на початку свого життя був ремісником і займався виробництвом предметів з міді. Захопивши владу в Сістані, він почав під прапором ісламу підкоряти собі Афганістан. Столицею Саффаридів було місто Зарандж.
Саффариди проводили агресивну експансію як на схід, так і на захід. Спочатку вони вторглися в буддистсько-індіїстський Гіндукуш, потім, 873 року, повалили Тахіридів у Хорасані. Вони загрожували
Багдаду, але правителі Аббасидського халіфату зуміли дати їм відсіч.
Завоювання Саффаридів виявилися недовговічними. Після смерті Якуба його брат Амр ібн Лейс 900 року зазнав поразки під Балхом від Ісмаїла Самані. Йому довелося поступитися землями, і надалі Саффариди утримували тільки Сістан, визнаючи сюзеренітет Саманідів.